# Rich Pilon
Richard Brian Pilon (* 30. April 1968 in Saskatoon, Saskatchewan) ist ein ehemaliger kanadischer Eishockeyspieler, der im Verlauf seiner aktiven Karriere zwischen 1985 und 2002 unter anderem 646 Spiele für die New York Islanders, New York Rangers und St. Louis Blues in der National Hockey League auf der Position des Verteidiger bestritten hat.

## Karriere
Pilon verbrachte seine Juniorenzeit zwischen 1986 und 1988 bei den Prince Albert Raiders in der Western Hockey League. Bereits vor seiner ersten vollständigen Spielzeit wurde der Verteidiger im NHL Entry Draft 1986 in der siebten Runde an 143. Stelle von den New York Islanders aus der National Hockey League ausgewählt. Der 18-Jährige absolvierte in der Folge zwei komplette Spieljahre in der WHL und wurde nach der Saison 1987/88 ins Second All-Star Team der WHL Eastern Conference berufen.
Im Sommer 1988 wechselte Pilon in den Profibereich und erhielt auf Anhieb einen Stammplatz im NHL-Kader der Islanders, dem er die folgenden elf Jahre angehörte. Der Verteidiger wurde während dieser Zeit aber immer wieder von Verletzungen zurückgeworfen. Bereits in seinem zweiten Profijahr bestritt er lediglich 14 Spiele aufgrund einer Augenverletzung. Ebenso verpasste er große Teile der Spielzeiten zwischen 1993 und 1996 wegen Verletzungen an Schulter, Handgelenk und Knie. Kurz nach Beginn der Saison 1999/2000 wurde Pilon von den New York Islanders auf die Waiver-Liste gesetzt und von dort vom Stadtrivalen New York Rangers ausgewählt. Dort war er bis zum Ende der Spielzeit 2000/01 im Einsatz.
Nach der Saison 2000/01 lief Pilons Vertrag aus und wurde von den Rangers nicht verlängert. Die Verhandlungsrechte des werdenden Free Agents wurden daraufhin im Tausch für ein Siebtrunden-Wahlrecht im NHL Entry Draft 2002 an die San Jose Sharks abgegeben. Diesen gelang es jedoch nicht, sich vorzeitig mit dem Defensivakteur auf einen Vertrag zu einigen. Pilon unterzeichnete stattdessen einen Jahresvertrag mit den St. Louis Blues. Aufgrund einer erneuten Handgelenksverletzung absolvierte er aber nur acht Spiele für St. Louis, ehe er seine Karriere mit dem Auslauf seines Vertrags beendete.

## Erfolge und Auszeichnungen
- 1988 WHL East Second All-Star Team

## Karrierestatistik
(Legende zur Spielerstatistik: Sp oder GP = absolvierte Spiele; T oder G = erzielte Tore; V oder A = erzielte Assists; Pkt oder Pts = erzielte Scorerpunkte; SM oder PIM = erhaltene Strafminuten; +/− = Plus/Minus-Bilanz; PP = erzielte Überzahltore; SH = erzielte Unterzahltore; GW = erzielte Siegtore; 1 Play-downs/Relegation; Kursiv: Statistik nicht vollständig)